# Aigialosuchus
Aigialosuchus – wymarły przedstawiciel krokodyli. Żył w późnej kredzie. Skamieniałości znaleziono w Szwecji.